# Lancaster Priory

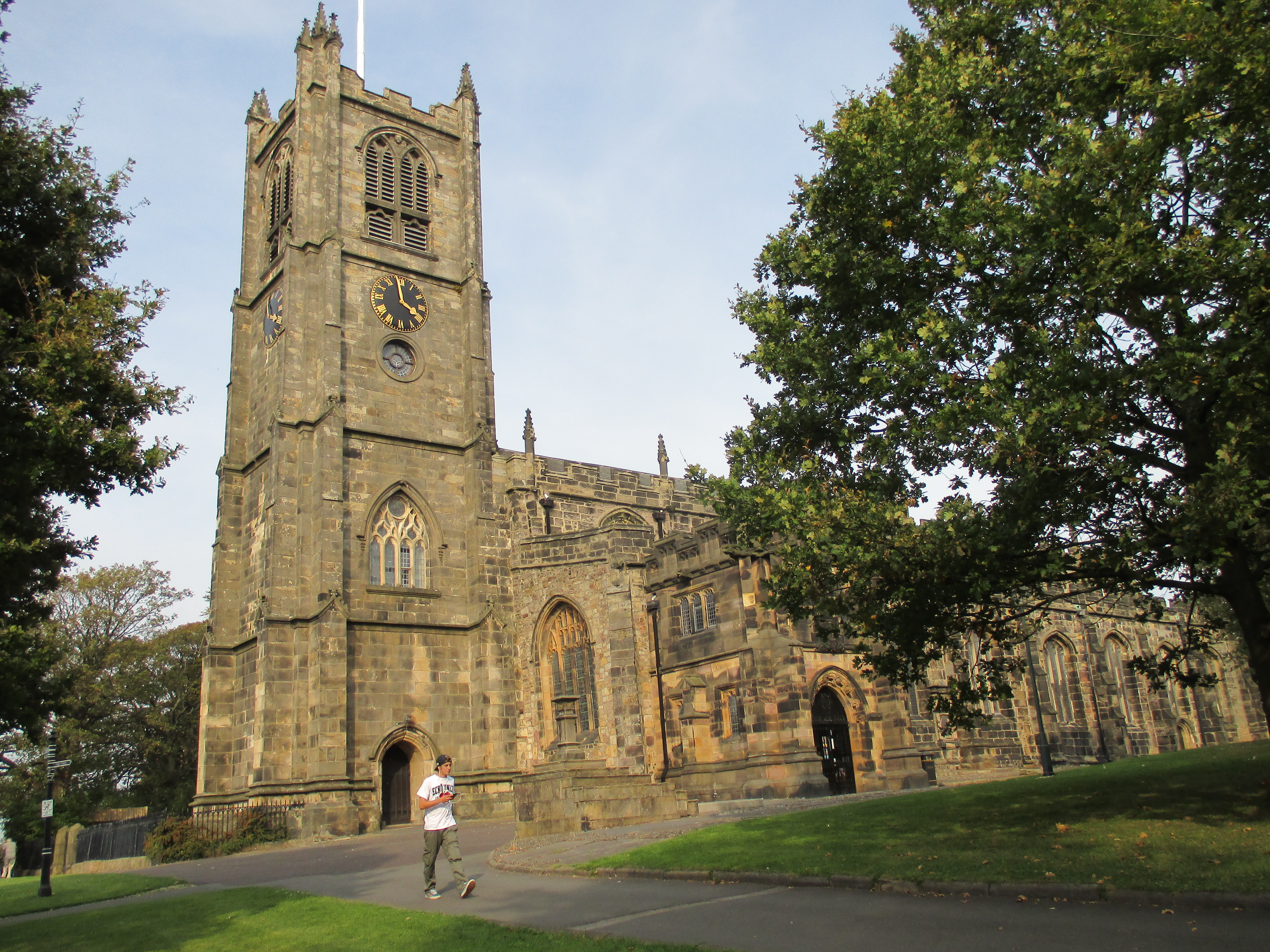
Lancaster Priory

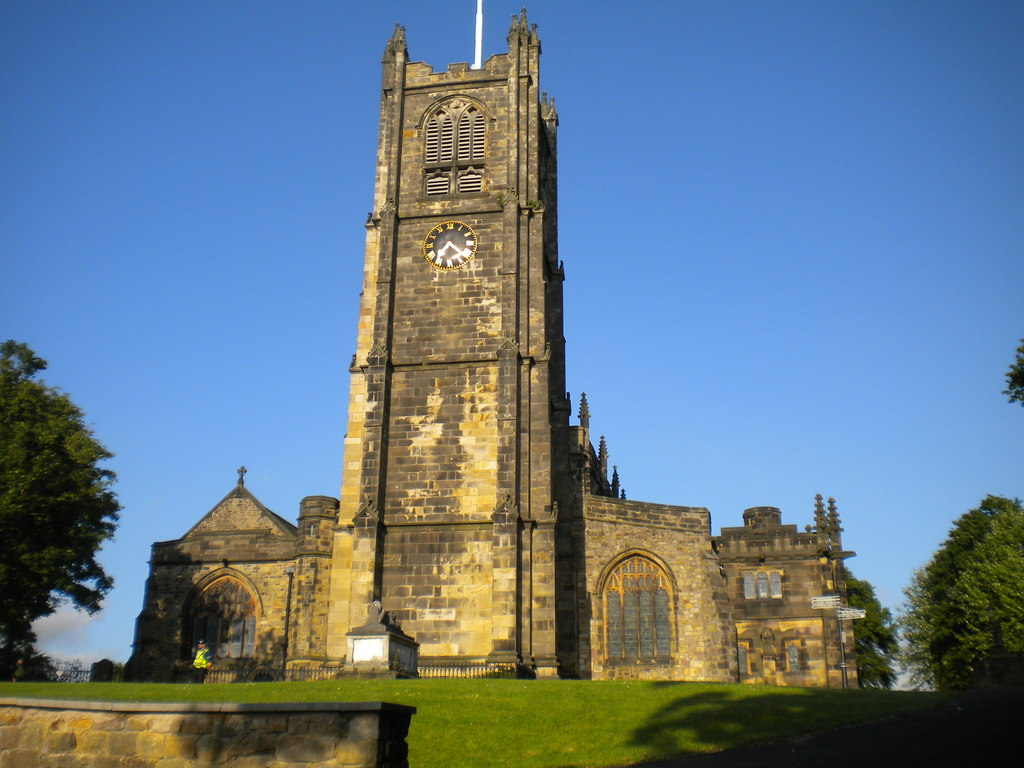
Westfassade

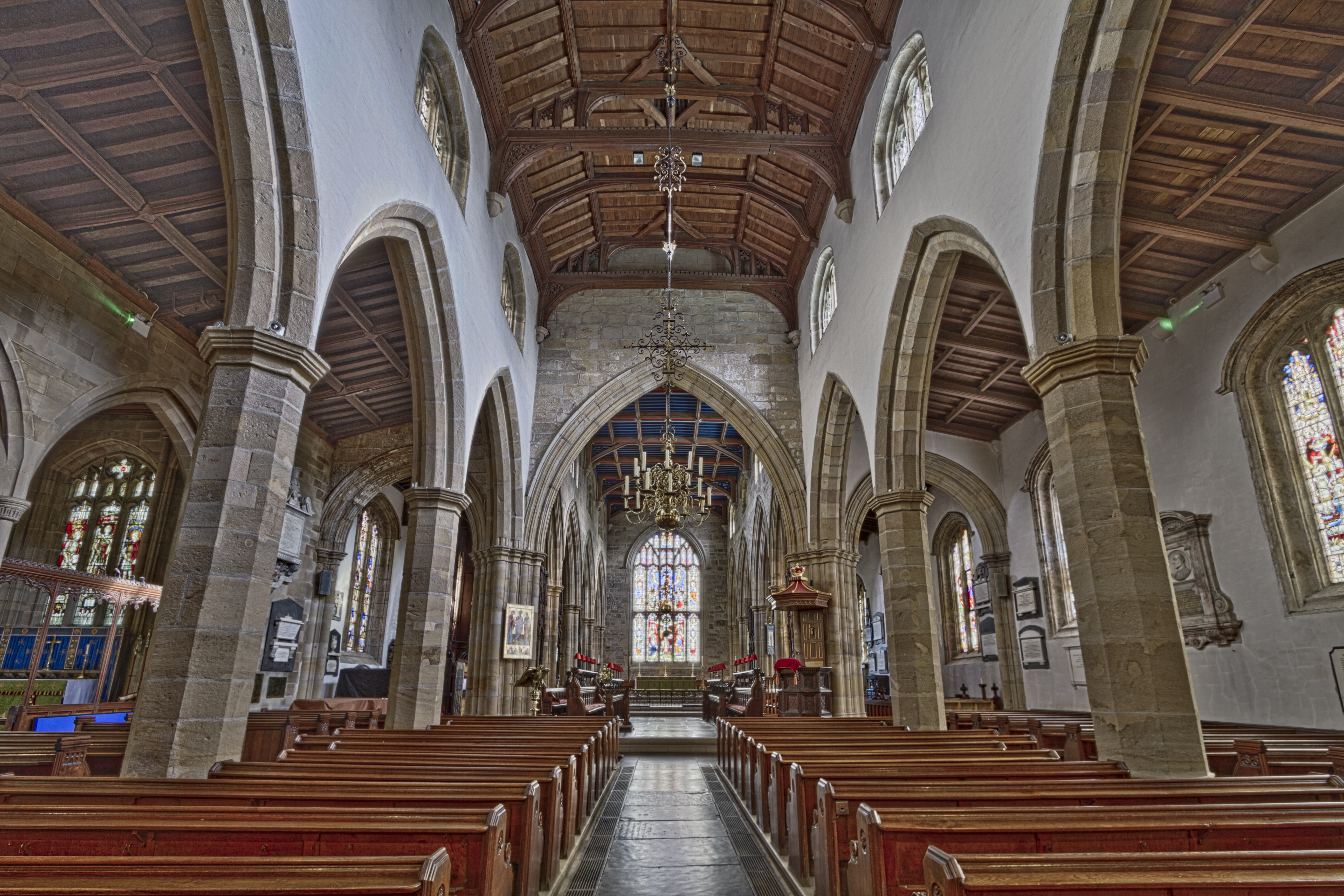
Langhaus und Chor

Die Lancaster Priory (Priory Church of St Mary) ist eine ehemalige Prioratskirche und heutige Pfarrkirche der Church of England in der Stadt Lancaster in der Grafschaft (county) Lancashire im Nordwesten Englands. Die Kirche ist der Gottesmutter Maria geweiht, seit 1953 als Grade-I-Bauwerk klassifiziert und gehört zum Major Churches Network.

## Lage
Die etwa 55.000 Einwohner zählende Stadt Lancaster liegt am Fluss Lune unweit der Irischen See. 
Die Lancaster Priory befindet sich unmittelbar neben dem Lancaster Castle in einer Höhe von ca. 25 m.

## Geschichte
Die Kirche hat Ursprünge in angelsächsischer Zeit, über die jedoch nur wenig bekannt ist. Eine von den Normannen im Jahr 1094 gegründete Kirche gehörte mit dem Mönchskloster zur Abtei von Sées in der Normandie und das Einkommen des Priorats wurde nach Frankreich geschickt. Als sich England und Frankreich im Hundertjährigen Krieg (1337–1453) bekämpften, wurden die Einkünfte stattdessen den Nonnen in Syon, Middlesex geschickt. Die heutige Kirche eines ehemaligen Priorats der Benediktiner stammt hauptsächlich aus dem 14. und 15. Jahrhundert. Erst ab dem Jahr 1430 wurde Lancaster eine eigene Kirchengemeinde; diese reichte im Mittelalter    bis Lunesdale und Wyresdale und besaß große Ländereien. In den Jahren 1455 bis 1485 war das Haus Lancaster in die Rosenkriege mit York verwickelt; inwieweit sich dies auf den Kirchenbau ausgewirkt hat, ist unklar. Die Kirche wurde im 18. und 19. Jahrhundert wiederholt umgestaltet.

## Architektur
Die Westfassade der Kirche wird dominiert von einem ca. 30 m hohen, durch seitliche Strebepfeiler stabilisierten, aber in den unteren drei Geschossen fensterlosen Glockenturm; die Seitenschifffenster zeigen Maßwerkformen des Perpendicular Style. Das Langhaus der Kirche ist dreischiffig und basilikal angelegt; alle Decken sind aus Holz gefertigt. Die auf im Querschnitt oktogonalen Pfeilern ruhenden Arkaden sind kapitelllos und haben nur abgestufte Kämpferzonen. Der flach schließende Chorbereich ist verlängert und mit einer aufwändigeren Decke versehen; das abschließende Fenster ist das größte der Kirche.

## Ausstattung
Ältestes Stück der Ausstattung ist das bei Bauarbeiten wiederentdeckte, aus der angelsächsischen Kirche übernommene, aber beschädigte Taufbecken (font). Wichtigster Teil jedoch ist das spätmittelalterliche Chorgestühl (choir stalls) mit seinen geschnitzten Miserikordien. Darüber hinaus ist ein filigran gearbeiteter Messingleuchter über dem Choreingang zu erwähnen.